# Salvia aristata
Salvia aristata  (лат.) — вид рода Шалфей (Salvia) семейства Яснотковые (Lamiaceae).

## Ареал
Растения встречаются в Персии (Иране и Турции).